# Antilly (Oise)
Antilly é uma comuna francesa na região administrativa de Altos da França, no departamento de Oise. Estende-se por uma área de 3,64 km². Em 2010 a comuna tinha 267 habitantes (densidade: 73,4 hab./km²).